# Swinhoea
Swinhoea là một chi bướm đêm thuộc họ Noctuidae.